# یوس هاکس
یوس هاکس (انگلیسی: Jos Haex؛ زادهٔ ۱۹ اوت ۱۹۵۹) دوچرخه‌سوار اهل بلژیک است.